# Pamięć zwana Imperium
Pamięć zwana Imperium (tyt. oryg. A Memory Called Empire) – powieść fantastycznonaukowa autorstwa amerykańskiej pisarki Arkady Martine, pierwszy tom z cyklu Teixcalaan. Ukazała się w 2019 roku i jest debiutem autorki. W Polsce ukazała się nakładem wydawnictwa Zysk i s-ka w 2021 roku w tłumaczeniu Michała Jakuszewskiego. W 2020 książka zdobyła Nagrodę Hugo za najlepszą powieść oraz Nagrodę Comptona Crooka. 

## Fabuła
Opera kosmiczna z elementami kryminału. Mahit Dzmare, ambasadorka ze stacji Lsel po śmierci swojego poprzednika wyrusza do Imperium Teixcalaanlijskiego. Musi odnaleźć winnego śmierci, ocalić własne życie i swoją macierzystą stację. Niezależnie od wątku fabularnego, powieść mocno odnosi się do kilku tematów socjologicznych, takich jak wpływ kolonizacji na kulturę, czy różną percepcję zjawisk społecznych w zależności od konstrukcji języka, jakim posługuje się obserwator.

## Sequel
W 2021 ukazał się drugi tom serii, Pustkowie zwane pokojem, który również zdobył nagrodę Hugo (także w kategorii najlepszej powieści).